# ريكاردو دارين
ريكاردو ألبيرتو دارين (بالإسبانية: Ricardo Darín)‏ من (مواليد 16 يناير 1957 - ) هو ممثل أرجنتيني وكاتب ومخرج سينمائي، يعتبر على نطاق واسع واحدًا من أفضل وأكثر الممثلين غزارة في السينما الأرجنتينية.
نظرًا لكونه أحد أعظم نجوم السينما وأكثرهم شهرة في بلاده، فقد لعب عددًا من المسلسلات التلفزيونية لعدة سنوات حيث أصبح يتمتع بشعبية كممثل شاب صاعد. ومن أبرز أدواره كممثل سينمائي تسع ملكات (2000) وابن العروس (2001) وقمر أفيلانيدا (2004) والهالة (2005) ولا سينال (2007)، الذي كان أيضًا أول ظهور له في الإخراج.
قام ببطولة الفيلم الحائز على جائزة الأوسكار لأفضل فيلم أجنبي السر في عيونهم (2009). في عام 2011، منحته مؤسسة Konex جائزة كونكس الخاصة بها، واحدة من أعرق الجوائز في الأرجنتين، لكونها الشخصية الأكثر أهمية في مجال الترفيه في العقد الماضي في بلده. في عام 2015، حصل على جائزة جويا لأفضل ممثل عن فيلم ترومان.

## النشأة
ولد دارين في بوينس آيرس، الأرجنتين، في 26 يناير 1957، للممثل ريكاردو دارين الأب والممثلة رينيه روكسانا. عائلته من أصل إيطالي ولبناني، وله علاقات قوية مع مجتمع الأعمال الأرجنتيني. إنفصلا والديه في عام 1969 عندما كان عمره 12 عامًا، وتوفي والده بسبب السرطان في 5 يناير 1989.

## الحياة الشخصية

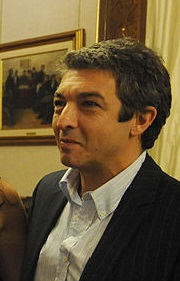
الممثل ريكاردو دارين

في عام 1988، تزوج دارين من زميلته الأرجنتينية فلورنسيا باس، ولديه طفلان، تشينو دارين وكلارا دارين. شقيقته، أليخاندرا دارين، ممثلة أيضًا.
رفض دارين الفرصة للعب دور مهرب مخدرات في فيلم رجل على النار (2004) مع دينزل واشنطن، بسبب عدم رضاه عن القوالب النمطية السلبية لأمريكا اللاتينية في هوليوود.
منذ عام 2016، كان ريكاردو دارين أحد رعاة DreamAgo، وهي جمعية دولية لكتاب السيناريو.

## جوائز
حصل على جوائز منها:
- جائزة جويا لأفضل ممثل [الإنجليزية]‏، عن عمل:Truman (2016)
- جائزة القديس جرجس [الإنجليزية]‏، عن عمل:Nine Queens (2000).

## روابط خارجية
- ريكاردو دارين على موقع IMDb (الإنجليزية)
- ريكاردو دارين على موقع قاعدة بيانات الأفلام العربية
- ريكاردو دارين على موقع ألو سيني (الفرنسية)
- ريكاردو دارين على موقع تيرنر كلاسيك موفيز (الإنجليزية)
- ريكاردو دارين على موقع أول موفي (الإنجليزية)
- ريكاردو دارين على موقع قاعدة بيانات الأفلام السويدية (السويدية)
- ريكاردو دارين على موقع إن إن دي بي (الإنجليزية)
- ريكاردو دارين على موقع ديسكوغز (الإنجليزية)
- ريكاردو دارين على موقع قاعدة بيانات الفيلم (الإنجليزية)
- ريكاردو دارين على موقع كينوبويسك (الروسية)